# Celebrity Deathmatch
Celebrity Deathmatch è una serie televisiva animata statunitense e canadese del 1998, creata da Eric Fogel.
Realizzata interamente in stop-motion, la serie è una parodia generale dei programmi di intrattenimento sportivo e vede la partecipazione di diverse celebrità che si scontrano in partite di wrestling professionistico. Celebrity Deathmatch è noto per il grande uso di scene cruente, inclusi i combattenti che impiegano abilità e armi per compiere attacchi particolarmente brutali con conseguenti lesioni fisiche esagerate.
Prima della trasmissione ufficiale della serie, MTV ha mandato in onda due episodi pilota il 1º e il 25 gennaio 1998. La serie è stata trasmessa negli Stati Uniti su MTV dal 14 maggio 1998 al 6 giugno 2002 e su MTV 2 dal 10 giugno 2006 al 30 marzo 2007, per un totale di 93 episodi ripartiti su sei stagioni. In Italia è stata trasmessa su MTV dal 14 gennaio 1999 al 7 maggio 2007.
Il 21 giugno 2001 è stato trasmesso uno speciale televisivo intitolato Celebrity Deathmatch Hits Germany. Per un breve periodo la serie ha replicato sulla rete UPN.. Nel 2003, MTV ha annunciato l'inizio della produzione di un film basato sulla serie, tuttavia il progetto fu cancellato verso la fine dell'anno.
Nell'aprile 2015, MTV2 ha annunciato nuovamente un revival della serie. Tuttavia, nel novembre 2016, Fogel ha dichiarato su Twitter che la rete ha deciso di non procedere con il riavvio della serie.

## Genere e struttura
Solitamente gli episodi sono composti da tre incontri: per i primi due i concorrenti sono introdotti all'inizio dell'episodio mentre l'ultimo, definito incontro principale, viene accennato nel tema dell'episodio. Fra un incontro e l'altro sono presenti siparietti di vario tipo che spaziano da interviste ai concorrenti e ai membri del pubblico a scene che coinvolgono i presentatori e finti filmati di repertorio.
Sono presenti inoltre episodi tematici, che includono un filo conduttore tra le motivazioni degli scontri della serata, e episodi speciali, trasmessi solitamente una volta a stagione, come il Deathbowl o il Fandemonium. Tra gli altri sono stati trasmessi anche una "top 10" dei migliori scontri di Deathmatch secondo il pubblico del Jerry Springer Show e un "dietro le quinte" che spiegava come veniva prodotto ogni episodio della serie partendo dalla realizzazione dei pupazzi fino al montaggio finale.

## Trama
Celebrity Deathmatch viene presentato come una parodia del wrestling in cui personaggi famosi di ogni campo vengono chiamati su un ring per scontrarsi fino alla morte, uno contro uno o in gruppi contrapposti. Nonostante la presenza dell'arbitro Mills Lane, praticamente ogni genere di scorrettezza è ammessa e spesso gli incontri terminano con ingenti spargimenti di sangue o massacri comicamente esagerati. Talvolta alla base dei motivi dello scontro fra celebrità ci sono rivalità del mondo reale, tuttavia solitamente accoppiano due celebrità per decidere chi sia il migliore in un dato campo.

## Episodi
| Stagione         | Episodi | Prima TV USA | Prima TV Italia |
| ---------------- | ------- | ------------ | --------------- |
| Episodi pilota   | 2       | 1998         | 1999            |
| Prima stagione   | 12      | 1998         | 1999            |
| Seconda stagione | 21      | 1999         | 1999-2000       |
| Terza stagione   | 25      | 2000-2001    | 2000-2001       |
| Quarta stagione  | 19      | 2001-2002    | 2002            |
| Quinta stagione  | 8       | 2006         | 2007            |
| Sesta stagione   | 8       | 2007         | 2007            |
| Speciali         | 1       | 2001         | ?               |

## Personaggi e doppiatori

### Personaggi principali
- Johnny Gomez (stagioni 1-6) voce originale di Maurice Schlafer (st. 1-4) e Jim Thornton (st. 5-6), italiana di Pietro Ubaldi.

Uno dei due presentatori del programma. Fedele amico di Nick, è più professionale rispetto a quest'ultimo nonostante i suoi continui errori. 
- Nick Diamond (stagioni 1-6) voce originale di Len Maxwell (st. 1-4) e Chris Edgerly (st. 5-6), italiana di Riccardo Peroni.

Il secondo presentatore del programma. Padre alcolizzato e divorziato, è quello con la maggior tendenza a cacciarsi nei guai.
- Mills Lane (stagioni 1-6), voce originale di Mills Lane (st. 1-4) e Chris Edgerly (st. 5-6), italiana di Mario Scarabelli.

L'arbitro degli incontri, basato sulla figura di un arbitro di pugilato realmente esistente e da cui è stato anche doppiato, almeno fino al 2002. Mills Lane non si impressiona praticamente mai, qualunque cosa possa succedere all'interno del ring, giudica quasi tutto regolare (anche le mosse più scorrette) e apre tutti gli incontri con il suo tormentone "Dateci dentro!" (Let's get it on! in originale).

### Personaggi ricorrenti
- Steve Austin, voce originale di Steve Austin.

Il noto wrestler ha accettato di apparire come personaggio nel programma e di doppiarsi da sé. In Deathmatch Stone Cold ha il ruolo di commentatore tecnico degli incontri, nonché di esperto di tecnologia a tutto campo e scienziato realizzatore di diverse invenzioni come la macchina del tempo, usata la prima volta per permettere uno scontro tra Gandhi e Gengis Khan, poi finito in modo inaspettato a causa di un difetto della macchina. Stone Cold ha talvolta avuto un ruolo in alcuni combattimenti, ma solo in uno di essi era ufficialmente listato come concorrente.
- Stacey Cornbred, voce originale di Becca Lish, italiana di Daniela Fava.

La prima inviata del programma, si occupava di intervistare le celebrità prima degli incontri e raccogliere le impressioni degli spettatori. Molto competente e apprezzata da tutti, è morta per un caso di combustione umana spontanea. In un episodio è tornata come zombi solo per essere affrontata ed eliminata dalla sua sostituta Debbie Matenopoulos.
- Debbie Matenopoulos, voce originale di Debbie Matenopoulos.

Una vera giornalista che interpreta se stessa. Ha preso il posto di Stacey Cornbred dopo la sua morte, ma in pochi amano il suo stile improvvisato di condurre interviste. In particolare Nick non la sopporta.
- Tally Wong, voce originale di Masasa Moyo.

È l'ultimo acquisto del programma, la terza intervistatrice, che prende il testimone da Debbie Matenopoulos, abbastanza simpatica, odiata però da Johnny per il suo modo di fare superficiale. In un episodio della serie 2007 dopo essersi arrabbiata nomina Stacey Cornbred nella seguente frase: "Del resto cosa possono fare?? Richiamare Stacey Cornbred??".
- Marv Albert, voce originale di Buck Lee.

Primo commentatore ospite del programma, è apparso solo negli episodi pilota. In seguito il personaggio è stato sostituito con Stacey Cornbread al debutto della serie. Marv si rivela essere un pervertito, infatti nella sua seconda apparizione al posto di commentare ha perso tempo a fare replay su un video per vedere ballonzolare il seno di Pamela Anderson.
- Phil, il ragazzo dei pop corn, voce originale di Jim Conroy.

Un personaggio ricorrente legato ad una gag che lo rende vittima durante i Deathmatch più brutali. Dalla seconda stagione, viene visto bruciato, tagliato e persino posseduto da un demone per poi tornare nuovamente in salute nella prossima apparizione.
- Nicky Diamond Jr., voce originale di Brendan Muller.

Figlio di Nick Diamond, a volte segue il padre al lavoro. Sembra avere una calamita per attirare i guai, dal momento che alla sua prima apparizione Nick cade dalla postazione ed entra in coma, da cui poi uscirà. Nello special di Halloween viene posseduto da un demone chiamato "Captain Doodi". Verrà esorcizzato in uno scontro di Deathmatch con The Undertaker, che si trova lì in veste di commentatore, ed uscirà dal corpo del bambino dopo che Undertaker gli avrà fatto provare la sua mossa caratteristica: la Tombstone Piledriver.
- Potato Khan, voce originale di Mike Romano.
- Lenny Stanton.

Figlio del produttore, con una vasta conoscenza sulle celebrità ed è stato anche co-conduttore temporaneo, sostituendosi a Nick durante la convalescenza di questi. Johnny ha una forte antipatia per Lenny perché odioso e irrispettoso nei confronti di Nick. Ma alla fine il conduttore maltrattato si prenderà una rivincita, stendendo Lenny con una testata.

## Altri media

### Videogiochi
Nel 2003 è stato realizzato il videogioco del programma, uscito per PC, PlayStation, PlayStation 2 e Xbox. Il riscontro di critica e il numero di copie vendute sono stati entrambi scarsi. I personaggi del gioco erano in tutto 27, 20 regolari e 7 sbloccabili con delle versioni non regolari di Johnny e Nick non giocabili. Vi erano anche 4 combattenti creati (maschio e femmina, con i loro stili di combattimento e aspetti). Si può scegliere tra: Anna Nicole Smith, Busta Rhymes, Carmen Electra, Carrot Top, Cugino Grimm, Dennis Rodman, il Mostro di Frankenstein, Nick Diamond Gladiatore, Jerry Springer, Marilyn Manson, Miss Cleo, Mr. T, La Mummia, gli 'N Sync (i componenti combattono separatamente), Ron Jeremy, Shannen Doherty, Tommy Lee, Johnny Gomez Mago, l'Uomo lupo e Zatar l'Alieno.

### Colonna sonora
Nel 1999 è stata pubblicata nei negozi di dischi la colonna sonora del programma, intitolata semplicemente Celebrity Deathmatch.